# Barreiros (Spagna)

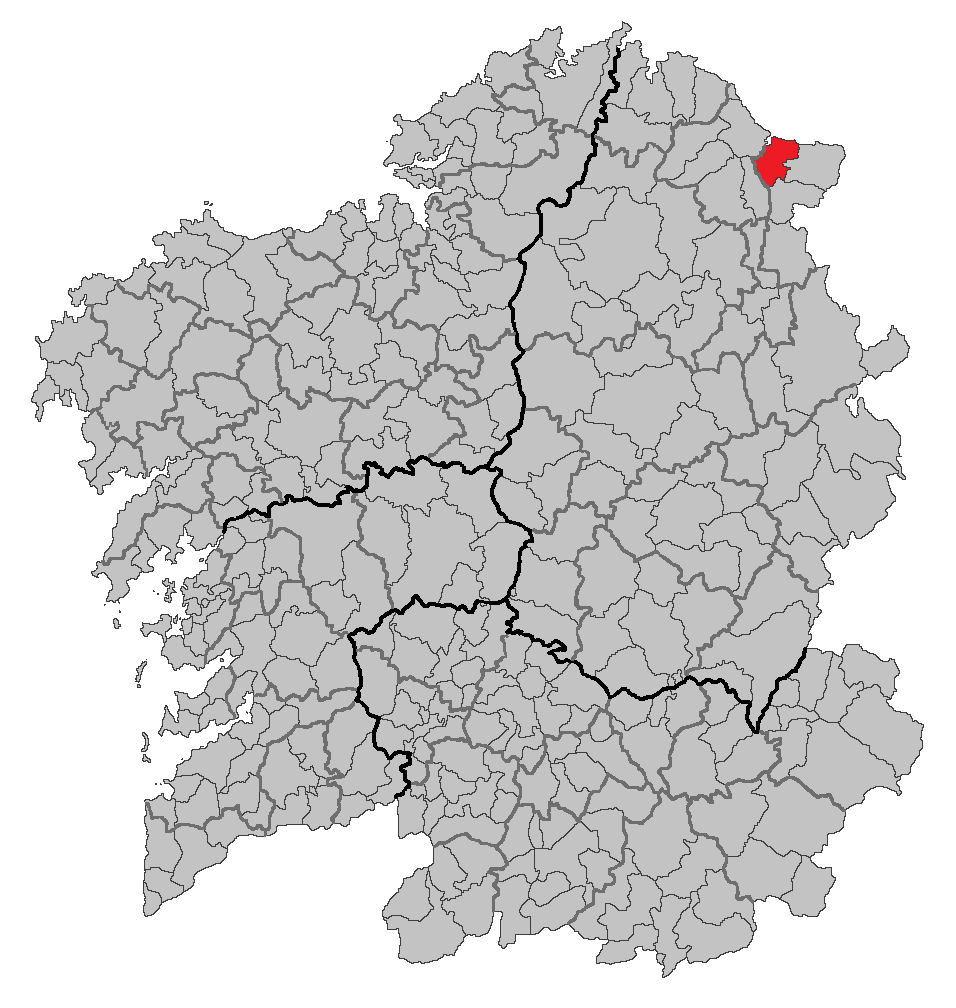
Barreiros, Lugo, Galizia

Barreiros è un comune spagnolo di 3 346 abitanti situato nella comunità autonoma della Galizia.